# (1967) Menzel
(1967) Menzel (aussi nommé A905 VC) est un astéroïde de la ceinture principale, découvert le 1er novembre 1905 par Max Wolf à Heidelberg, en Allemagne. 
Il a été nommé en hommage à Donald Menzel, astronome américain.